# Liste von Zwischenfällen mit Ballonen
Die Liste von Ballonunglücken nennt Unfälle, die beim Ballonfahren, Cluster Ballooning oder im Umgang mit großen Ballons geschahen.

## Liste

### 18. Jahrhundert
| Datum         | Tote | Verletzte | Beschreibung |
| ------------- | ---- | --------- | --- |
| 15. Juni 1785 | 02   | 0         | Jean-François Pilâtre de Rozier und sein Mitfahrer Pierre Romain starben beim Versuch, mit einer Rozière (einem Heißluft-Gas-Hybrid-Ballon) den Ärmelkanal zu überqueren. In 900 Metern Höhe entzündete sich das Füllgas Wasserstoff, die Ballonhülle wurde zerstört und die Gondel stürzte ab. |

### 19. Jahrhundert
| Datum            | Tote | Verletzte | Beschreibung |
| ---------------- | ---- | --------- | --- |
| 07. Juli 1819    | 01   | 0         | Sophie Blanchard, die erste professionelle Ballonfahrerin, wollte in 300 Metern Höhe ein Feuerwerk über dem Vergnügungspark Tivoli in Paris entzünden. Der Ballon stürzte brennend ab, nachdem ein Feuerwerkskörper zu früh explodiert war. |
| 25. Mai 1824     | 01   | 01        | Bei der Fahrt mit dem Wasserstoffballon Royal George ab Vauxhall, London, entwich aus dem Ballon allmählich der Wasserstoff. Der Ballon trieb nach Croydon, wo er mit einer Eiche im Beddington Park nahe Carshalton zusammenstieß. Dabei starb der englische Ballonfahrtpionier und Erfinder Thomas Harris, seine 18-jährige Verlobte Sophia Stocks wurde schwer verletzt. |
| 07. Oktober 1849 | 01   | 0         | Francisque Arban verschwand bei einer Fahrt von Barcelona aus über das Mittelmeer. Er wurde nicht gefunden. |
| Dezember 1853    | 01   | 0         | Bei Nîmes wurde der Ballonfahrer M. Louis Deschamps aus seinem Ballon geschleudert. |
| 29. Juni 1856    | 01   | 0         | Verschwinden des von Matias Perez gesteuerten Ballons Ville de Paris auf Kuba. |
| 19. Oktober 1863 | 0    | einige    | Absturz des Ballons von Félix Nadar im Lichtenmoor bei Nienburg mit zweistöckiger Gondel für ca. 80 Personen; es gab Verletzte, Nadar und seine Frau wurden schwer verletzt. |
| 15. April 1875   | 02   | 01        | Joseph Crocé-Spinelli, Théodore Sivel und Gaston Tissandier gerieten in etwa 8000 Meter Höhe. Der Sauerstoffmangel tötete zwei der drei Ballonfahrer. |
| 14. Juli 1897    | 03   | 0         | Andrées Polarexpedition von 1897. Probleme mit Vereisung führten zur Notlandung. Die drei Expeditionsteilnehmer kamen danach im Eis um. · |

### 20. Jahrhundert
| Datum              | Tote | Verletzte | Beschreibung |
| ------------------ | ---- | --------- | --- |
| 01. Februar 1902   | 01   | 01        | Zwijndrecht, Belgien: Hans Bartsch von Sigsfeld musste bei Sturm auf gefrorenem Boden landen und starb, sein Mitfahrer Franz Linke überlebte mit leichten Verletzungen. |
| 14. August 1908    | 03   | 05        | Auf der Ausstellung Franco-British Exhibition, London, UK explodierte ein Ballon. Der Pilot Lovelace und zwei weitere Personen starben (einer davon nach mehreren Tagen), fünf weitere Personen wurden verletzt. |
| 20. April 1913     | 01   | 0         | Der Ballonfahrer Franz Weyland stürzt im Kaufunger Wald bei Kassel, D wegen eines Gewitters ab und kommt ums Leben. |
| 30. Januar 1934    | 03   | 0         | Auf seiner Jungfernfahrt stürzte der sowjetische mit Wasserstoff gefüllte Ballon Osoaviahim-1 ab, nachdem er eine Höhe von 22.000 Meter (72.000 Fuß) erreicht hatte. Die Stratosphäre der Erde sollte wissenschaftlich untersucht werden. Der Ballon verlor beim Niedergang die Kontrolle und die Gondel rotierte schnell, so dass die drei Fahrer Fedosenko, Vasenko und Usyskin nicht mit dem Fallschirm abspringen konnten, mit hoher Geschwindigkeit am Boden aufschlugen und sofort starben. ·                                                                                   |
| 05. September 1934 | 0?   | 0?        | Der sowjetische Ballon USSR-2 (300.000 m³ Volumen) brannte beim Start ab. |
| 18. Juli 1938      | 04   | 0         | Der sowjetische Experimentalballon VVA-1 fuhr von Zvenigorod nach Donetsk, heute Ukraine, geriet dort in eine Stromleitung und explodierte. |
| 06. Juni 1968      | 03   | 0         | Ein Gasballon prallte bei der Internationalen Flugpost-Ausstellung in Wien, A gegen den Donauturm. US-Pilot Francis Shields, Ministerialrat Guntram Pammer und APA-Journalist Dieter Kasper starben beim Absturz des Korbs aus einer Höhe von 150 Metern im freien Fall, nachdem die alten Verbindungsseile zum Ballon abgerissen waren; ein Ausstieg mit Fallschirm war nicht mehr möglich. Eisenstäbe hatten die Hülle aufgeschlitzt. |
| 20. September 1970 | 03   | 0         | Der Ballon Free Life musste beim Versuch einer Atlantiküberquerung notwassern. Die drei Insassen Malcolm Brighton, Rodney Anderson und Pamela Brown kamen ums Leben. |
| 19. Februar 1974   | 01   | 0         | Der Ballon Light Heart verschwand beim Versuch einer Atlantiküberquerung. Er wurde zuletzt von einem Frachter etwa 1610 km westlich der Kanarischen Inseln gesehen. Pilot war Thomas Leigh Gatch Jr. |
| 02. Juli 1982      | 0    | 0         | Larry Walters wollte mit etwa 45 Wetterballons (Cluster Ballooning) an einem Alu-Gartenstuhl von San Pedro bei Los Angeles, Kalifornien, USA nur 30 Meter über Grund gefesselt aufsteigen. Nachdem die Fesselung abriss, stieg er auf 4900 m Höhe auf, drang in den Luftraum des Long Beach Airport ein (zwei Linienflieger meldeten die Sichtung), konnte einige Ballons zerstören, sank und verfing sich mit herabhängenden Ballonleinen in einer Stromleitung. Ein Stromausfall wurde verursacht und er konnte unverletzt zu Boden klettern. Er wurde festgenommen und verurteilt. |
| 03. Oktober 1982   | 04   | 05        | Die Explosion an Bord eines Heißluftballons auf einem Festival bei Albuquerque, New Mexico, USA tötete vier Menschen und verletzte weitere fünf. |
| 08. März 1989      | 01   | 0         | Mit einem selbstgebauten Gasballon versuchte Winfried Freudenberg vom Ost- in den Westteil Berlins zu fliehen. Über dem West-Berliner Ortsteil Zehlendorf stürzte er ab und erlitt tödliche Verletzungen.. |
| 13. August 1989    | 13   | 0         | Kollision zweier Heißluftballons in Alice Springs, Australien. Aus ungeklärter Ursache befanden sich zwei Ballons genau übereinander, dabei wurde die Oberseite der Hülle des unteren Ballons vom Korb des oberen Ballons berührt und aufgeschlitzt. Der obere Ballon konnte später sicher landen. Der untere verlor durch das Loch in der Hülle das Traggas Heißluft und damit Auftrieb, daher an Höhe und stürzte ab; alle 13 Korbinsassen kamen ums Leben. Dies war 24 Jahre lang das schwerste Ballonunglück, bis es vom Absturz bei Luxor am 26. Februar 2013 überholt wurde.    |
| 06. Oktober 1990   | 04   | 03        | Absturz eines Heißluftballons durch Ausfall des Brenners bei Groß-Schweinbarth, Niederösterreich, A. Vier Tote, drei Schwerverletzte. |
| 19. Mai 1991       | 02   | 0         | In St. Michael ob Bleiburg, Kärnten, A gerät der Ballon zweier Salzburger in eine Starkstromleitung. Beide sterben. |
| 19. Juli 1992      | 02   | 03        | Bei Gorspen-Vahlsen stürzte ein Gasballon ab, als er beim Landen mit einer Hochspannungsleitung kollidierte. Es gab zwei Tote und drei Schwerverletzte. |
| 23. November 1992  | 01   | 0         | Yoshikazu Suzuki startete an 23 Heliumballons hängend (Cluster Ballooning) vom Biwa-See, Japan, wurde zuletzt am 25. November von einem Flugzeug der japanischen Küstenwache 800 km weit über dem Pazifik in 2500 bis 4000 m Höhe gesehen und ging verschollen. |
| 21. Mai 1993       | 04   | 0         | In der Nähe von Laa an der Thaya, Niederösterreich, A misslingt bei Schlechtwetter eine Notlandung, der Ballon stürzt ab, vier Tote. |
| 15. Januar 1994    | 03   | 01        | Beim Landeversuch eines Heißluftballons bei Osterburken, D kommt es zu einer Verpuffung des Brenners mit anschließendem Brand. Drei Korbinsassen sterben, ein vierter kann sich durch einen Sprung aus dem Korb retten und wird leicht verletzt. |
| 31. Januar 1996    | 05   | 0         | Bei einem der schwersten Ballonunglücke der Schweiz kommen bei Lauterbrunnen BE, CH fünf Menschen ums Leben, als ihr Heißluftballon durch Turbulenzen zum Absturz gebracht wird. |
| 18. Oktober 1997   | 04   | 0         | Absturz eines Gasballons bei Nauen, D, vier Tote. Die Untersuchungen ergaben, dass elektromagnetische Strahlung durch die Großfunkstelle Nauen die Hülle zum Brennen und die Schnüre zum Schmelzen brachte, was zur Separation des Korbs von der Hülle führte. |
| 16. Juni 1999      | 04   | 0         | Kollision eines Heißluftballons mit einer Hochspannungsleitung bei Ibbenbüren, D, vier Tote. |

### 21. Jahrhundert
| Datum                         | Tote | Verletzte | Beschreibung |
| ----------------------------- | ---- | --------- | --- |
| 11. August 2001               | 0    | 04        | Kollision eines Heißluftballons mit einer Stromleitung nahe der Bleilochtalsperre bei Saalburg, D. Der Ballonführer fällt dabei aus dem Korb und wird schwer verletzt, die drei Passagiere werden leicht verletzt. |
| 26. August 2001               | 06   | 0         | In der südfranzösischen Region Savoyen berührt ein Ballon eine Hochspannungsleitung und stürzt ab. Sechs Tote. |
| 08. Juni 2003                 | 01   | 0         | Ein fünf Jahre altes Mädchen wurde von einem losgerissenen Fesselballon in Mönchengladbach, D mitgerissen; das Kind wurde 50 km weiter in Hamminkeln tot aufgefunden. |
| 13. August 2003               | 02   | 01        | In Furth bei Böheimkirchen, Bezirk St. Pölten, Niederösterreich, A stürzt ein Ballon ab. Zwei Menschen sterben, eine hochschwangere Frau wird verletzt, ihr Ungeborenes überlebt. |
| 23. Juli 2004                 | 01   | 0         | In Luzern LU, CH wurde ein Fesselballon von starken Böen gegen mehrere Gebäude und einen Baum geschleudert und dabei mehrfach nach unten gedrückt. Beim nachfolgenden Aufstieg straffte sich das Halteseil, wobei ein tragender Gondelteil durchtrennt wurde und eine Bodenplatte abfiel. Durch das Loch stürzte eine Passagierin und starb. |
| 25. August 2007               | 02   | 11        | Bei einem der schwersten Ballonunglücke Kanadas kommen bei Surrey, British Columbia zwei Menschen ums Leben und werden 11 weitere verletzt, als ihr Ballon während der Fahrt in Brand gerät und abstürzt. |
| 20. April 2008                | 01   | 0         | Der Priester, Menschenrechtsaktivist und Fallschirmspringer Adelir Antônio de Carli (42) stieg am 20. April von Paranaguá, Brasilien mit 1000 verschiedenfarbigen Latexballons (Cluster Ballooning) an einem sesselähnlichen Sitzgurt auf, um für eine Aktion zu werben. Ein 20 Stunden dauernder Flug war beabsichtigt, er erreichte 5000 m Höhe, unerwarteter Westwind trieb ihn über das Meer hinaus, nach 90 km erfolgte der letzte Satellitentelefon-Kontakt. Er konnte sein GPS-Gerät nicht bedienen. Ein Teil seines Körpers wurde am 4. Juli im Meer gefunden und konnte anhand der Bekleidung, am 29. Juli auch über DNA-Vergleich identifiziert werden.                                                         |
| 10. Oktober 2008              | 01   | 01        | Kollision eines Heißluftballons mit einer Stromleitung während der Albuquerque Balloon Fiesta, USA. Ein Toter, ein Schwerverletzter. |
| 14. Oktober 2009              | 04   | 0         | Kurz nach dem Start bei Yangshuo im Süden Chinas stürzt ein Ballon ab. Vier niederländische Touristen sterben. |
| 12. September 2010            | 0    | 13        | Bei Abbesbüttel, D wird ein Heißluftballon nach der Landung von einer schweren Windböe erfasst und über den Boden geschleift; dabei durchquert er ein Wohngebiet, kollidiert mit mehreren Häusern und Zäunen und kommt an einer Garagenwand zum Stehen. Von den 13 Korbinsassen werden acht schwer und fünf leicht verletzt. |
| 26. August 2011               | 0    | 17        | Wegen eines aufkommenden Gewittersturms müssen drei Heißluftballons bei Adelebsen, D notlanden; dabei werden sie von Böen erfasst und verweht und acht Korbinsassen schwer und neun weitere leicht verletzt. |
| 06. Januar 2012               | 11   | 0         | In der Nähe der neuseeländischen Stadt Carterton kam es zum Absturz eines für Rundfahrten genutzten Heißluftballons. Der Ballon geriet nach Berühren einer Stromleitung in Brand, stieg kurzzeitig steil auf und stürzte danach aus 150 m Höhe sehr schnell ab. Alle zehn Passagiere und der Pilot kamen ums Leben. Laut anderer Quelle am 7. Januar. |
| 23. August 2012               | 06   | 26        | Absturz eines Heißluftballons bei Ljubljana in Slowenien durch plötzliche Änderung der Windrichtung während eines Gewitters; vier Tote, 28 Verletzte. Zwei Verletzte sterben im Krankenhaus. |
| 26. Februar 2013              | 19   | 01        | Feuer und Explosion an Bord eines Heißluftballons in Luxor, Ägypten, 19 Tote, ein Überlebender. Es handelt sich um das schwerste Ballonunglück der Luftfahrtgeschichte. · |
| 28. April 2013                | 02   | 0?        | Ballonabsturz mit 7 Insassen in den Pazifik vor Peru: Die Fahrt startete morgens in der Provinz Cañete südlich von Lima, der Pilot meldete schlechte Sicht im Nebel über dem Meer und der Funkkontakt brach ab. Fünf Frauen wurden im Morgengrauen des nächsten Tags unterkühlt doch sonst unverletzt aus dem Wasser geborgen; der Pilot und der Bruder des Ballonfahrt-Unternehmers, die versucht hatten schwimmend das Ufer zu erreichen wurden vermisst. Weder Schwimmwesten noch ein Satellitenortungssystem sollen an Bord gewesen sein. |
| 20. Mai 2013                  | 02   | 23        | Ballon-Kollision in Kappadokien, Türkei, zwei Tote, 23 Verletzte. |
| 06. August 2013               | 01   | 04        | Ballonabsturz bei Montbovon im Kanton Freiburg in der Schweiz aus 40 Metern Höhe nach Kontakt mit einer Hochspannungsleitung. Ein Toter, vier Schwerverletzte. |
| 22. August 2013               | 01   | 0         | Oberndorf, Tirol, Österreich: Passagiere stiegen aus, diese und ein freiwilliger Helfer (66) hielten von außen den Korb. Die Pilotin heizte den Ballon nochmals, um näher zur Straße zu fahren, das Gefährt stieg noch einmal 70 m auf, von wo der Helfer abstürzte. In einer anderen Quelle wird der getötete Helfer als „Mitarbeiter des Veranstalters“ bezeichnet. |
| 09. Mai 2014                  | 03   | 0         | Ballonabsturz bei einer Show eines Ballon-Festivals in Virginia, USA: drei Tote nach einer Kollision mit einer Stromleitung, die zur Explosion und zum Absturz der brennenden Gondel führte. |
| 03. Juli 2015                 | 0    | 09        | Absturz eines Heißluftballons in Sommerfeld (Kremmen) im Landkreis Oberhavel, Deutschland durch Landungsschwierigkeiten. Alle neun Passagiere wurden verletzt, drei davon schwer. |
| 30. Juli 2016                 | 16   | 0         | Brand und Absturz eines Heißluftballons durch Kollision mit einer Hochspannungsfreileitung in Lockhart, Texas, USA. Ein Teil von Ballon und/oder Korb verfing sich in den Leitungen und verbrannte. Alle 16 Korbinsassen starben, darunter der Pilot, der zugleich der Besitzer des Ballonunternehmens war. Schwerstes Ballonunglück der US-Geschichte. Die Untersuchung des NTSB ergab, dass vermutlich schlechte Sicht durch Nebel und niedrige Wolkendecke zu der Kollision beitrugen. |
| 30. Oktober 2017, abends      | 01-2 | 3         | In Taunggyi, am Inle-See, Burma wird auf einem Gelände mit Garküchen am Feiertag Tazaungdaing, das „Fest der Lichter“ (bei Vollmond im 8. Monat des burmesischen Kalenders) mit geschmückten Heißluftballons gefeiert. Ein (unbemannter, gefesselter) Ballon dient als Basis für Pyrotechnikeffekte. Die Hülle fängt Feuer, die Nutzlast sinkt/fällt aus etwa 30 m Höhe auf den Festplatz, auch am Boden starten noch weiter Raketen. Ein Wasserwerfer löscht. |
| 06. Januar 2018               | 01   | 15        | Bei Luxor, Ägypten wird ein Heißluftballon von schweren Windböen getroffen und zur Notlandung gezwungen, dabei schlägt er hart auf. Ein Toter, 15 Verletzte. |
| 16. Juni 2018                 | 0    | 06        | Absturz eines Heißluftballons bei Füchtdorf (oder Sassenberg), Münsterland, D durch aufkommenden Wind und Regen, drei Schwer- und drei Leichtverletzte. |
| 04. Juni 2019                 | 0    | 11        | Landeunfall eines Heißluftballons bei Marsberg, D. Der Korb überschlägt sich bei der Landung mehrfach und fängt Feuer. Alle elf Insassen werden verletzt, sechs davon schwer, zwei schweben zeitweise in Lebensgefahr. Der Pilot soll bereits an dem Unfall bei Adelebsen 2011 (s.d.) beteiligt gewesen sein. |
| 26. August 2019               | 0    | 02        | Landeunfall eines Heißluftballons mit Schweizer Pilot (69) und 6 Fahrgästen aus Österreich in Raggal, A. Auf einer abschüssigen Wiese mit Straßenserpentinen kommt der Korb mehrfach auf und hebt dreimal wieder vollständig ab. – Beim zweiten Bodenkontakt kippt der Korb, beim Wiederabheben hängt ein Passagier (64) außen am Korb, fällt etwa 3–4 m tief auf die Böschung und bricht sich den Arm. Eine weitere Person hängt an einem Halteseil, schleift am Boden, pendelt vor und wird zuletzt etwas vom Boden abgehoben. Nach dem 4. Bodenkontakt wird der Korb nur mehr einseitig gehoben und nur wenig versetzt. Ein Anrainer filmt die Landung.                                                                |
| 16. August 2020               | 01   | 06        | Landeunfall eines Heißluftballons bei Urbar, Nähe Loreley, 45 km von Koblenz, D entfernt. Während eines schweren Gewitters wird der Ballon von einem Windstoß erfasst und stürzt ab. Der Pilot stirbt, alle 6 Passagiere werden verletzt, zwei davon schwer. |
| 08. August 2022               | 1    | 0         | Beim Füllen eines Heißluftballons in Beelitz, Brandenburg, D gerät dieser durch Windböen außer Kontrolle. Er reißt das an ihm befestigte Auto mit und tötet dadurch einen 69-jährigen Mann. |
| 04.–6. September 2022         | 0    | 1–2       | Beim Kiefernzapfensammeln in der Provinz Heilongjiang im Nordosten Chinas nutzten zwei Arbeiter einen gefesselten Gasballon. Als die Steuerung versagte oder misslang, konnte einer abspringen, der andere, Hu Yongxu trieb 300 km weit ab. Die Polizei erklärte ihm das Ablassen von Gas. Am Morgen des 6. wurde er verletzt gelandet in einem Wald gefunden. |
| 12. November 2022, vormittags | 0    | 9         | Retter fanden 2 Schwer- und 2 Leichtverletzte in Untereck in der Gemeinde Hollenthon und 5 Leichtverletzte in Stang in der (südlichen Nachbar-)Gemeinde Kirchschlag in der Buckligen Welt, jeweils im Bezirk Wiener Neustadt-Land. Laut Zeitung Kurier schlug der Korb beim ersten Landeversuch auf einer Wiese so hart auf, dass der Ballonpilot, seine Servicekraft (33, schwer verletzt) und 2 Passagiere aus dem Korb stürzten. Der Pilot leitete in der Folge die im Korb verbliebenen 5 Passagiere telefonisch an, den Ballon in Wald notzulanden. Im April 2023 wurden Ermittlungen gegen den Ballonfahrer eingestellt, jedoch auf einen Bericht des Verkehrsministeriums hin im November 2023 wieder aufgenommen. |
| 25. Juni 2023, morgens        | 1    | 0         | Ein 25-Jähriger stürzte bei Worcester, Vereinigtes Königreich mit seinem Heißluftballon aus einer Höhe von ca. 400 Metern in Bäume ab und verlor dabei sein Leben. Er hatte nach Ansicht der zuständigen Untersuchungsbehörde AAIB einen sehr raschen Aufstieg wohl durch das teilweise Öffnen des Parachute-Ventils seines Ballons einbremsen wollen, worauf dieses aber nicht mehr wie vorgesehen schloss (sogenannter „parachute stall“). Dadurch entwich so viel Heißluft aus dem Ballon, dass dessen Hülle an Form verlor und vom Gasbrenner teilweise verbrannt wurde, was zum Absturz führt. |
| 18. März 2024                 | 1    | 0         | In Melbourne, Victoria, Australien fiel ein Mann kurz nach dem Start aus dem Korb des Heißluftballons des Betreibers Balloon Man. Die Leiche des Mannes wurde um ca. 7.30 UTC+10 in der Albert Street in Preston (9 km NO des Stadtzentrums von Melbourne) von der Polizei sichergestellt. |
| 21. Juni 2025, Früh           | 8    | 13        | Heißluftballon geriet in Brand und stürzte in Praia Grande, Santa Catarina, Brasilien ab. 21 Insassen, darunter 1 Pilot. |
| 13. August 2025               | 1    | 5         | Ein Heißluftballon wurde bei einem Landeversuch nahe der Ortschaft De Hoeve in den Niederlanden von einer Windböe erfasst. Der Korb schliff über den Boden, mehrere Passagiere fielen dabei aus dem Korb. Ein Toter, fünf Verletzte. |